# Avenida Roosevelt (Maldonado)
La Avenida Franklin Delano Roosevelt, coloquialmente conocida como Avenida Roosevelt, o simplemente Roosevelt, es una de las avenidas principales de las ciudades de Maldonado y Punta del Este. Fue designada en honor al presidente estadounidense Franklin D. Roosevelt.
Con una longitud de 5,6 km, nace en la Parada 8 de la Rambla Lorenzo Batlle Pacheco, y se extiende hasta su intersección con Avenida España, en la zona de Las Delicias. Al igual que múltiples avenidas de las ciudades, ésta se divide en 25 paradas, ubicadas entre unos 200 y 250 metros entre sí.
Algunos puntos de interés ubicados en esta avenida son:
- Punta Shopping (parada 7);
- Sanatorio Cantegril (parada 13);
- Terminal de Ómnibus de Maldonado (parada 21);
- Sanatorio Mautone (parada 23);
- Parque La Loma (parada 24).

Como arteria importante, por aquí circulan varias líneas de ómnibus del Sistema Departamental de Transporte de Maldonado, con destino a diferentes barrios de las ciudades de Maldonado, Punta del Este, San Carlos, La Barra, Manantiales, Balneario Buenos Aires, José Ignacio, Punta Ballena, Portezuelo y Pan de Azúcar.

## Franklin Delano Roosevelt

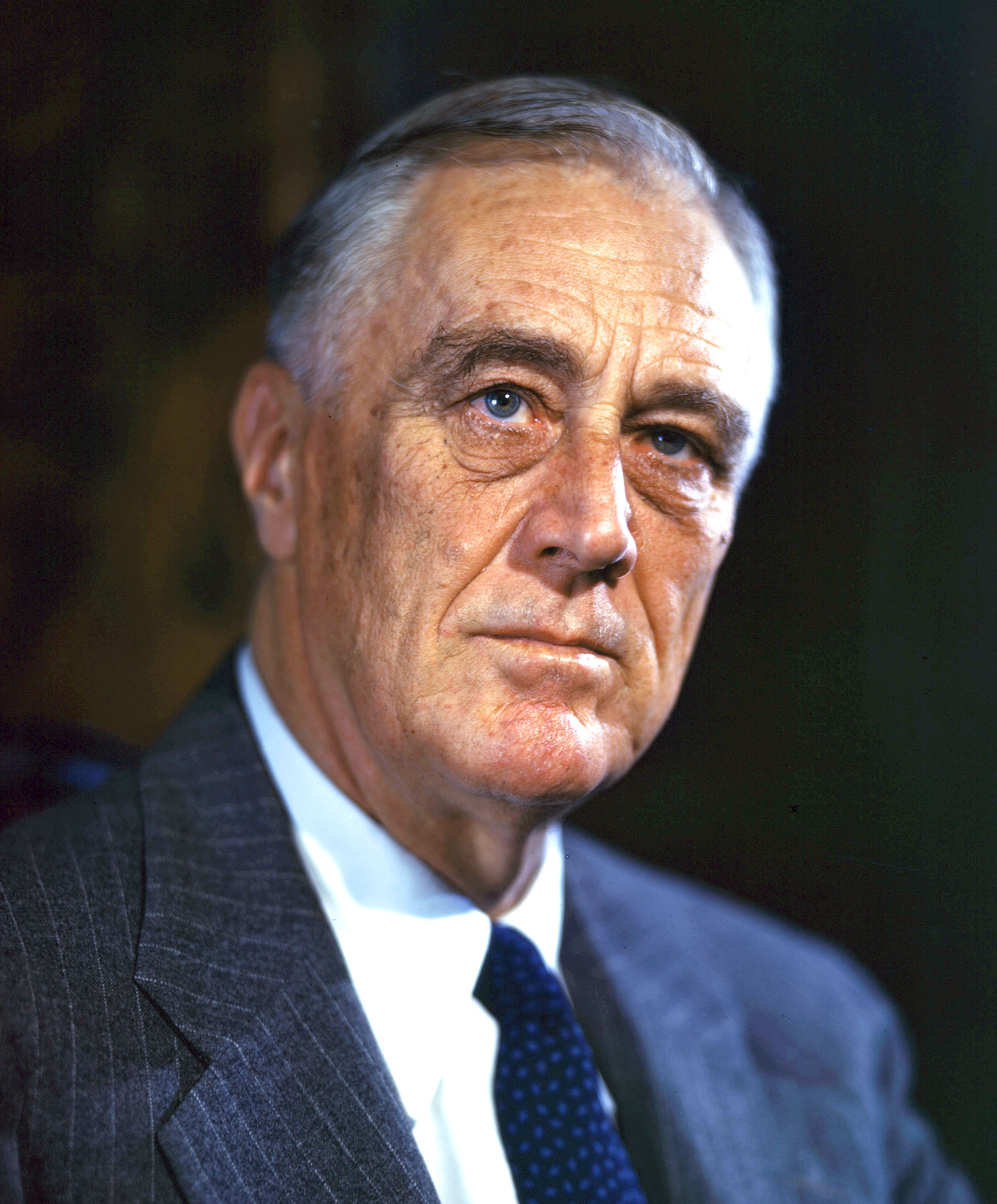

Franklin Delano Roosevelt (1882-1945) fue un político y abogado estadounidense. Fue electo Presidente de los Estados Unidos en cuatro oportunidades: 1932, 1936, 1940 y 1944.

El 3 de diciembre de 1936 Roosevelt viajó a Uruguay en calidad de visita oficial, y se reunión con el presidente Terra en Montevideo.